# Reglar
Reglar er en høvlet rektangulær trælægte, der i vid udstrækning bruges til skillevægge, skillerum, skunke, mv. Ikke mindst fordi at deres størrelse er tilpasset de fleste isoleringsdimensioner.
Reglar har dog også snesevis af andre anvendelsesmuligheder, fx lægning af gulv eller ved opbygning af en træterrase. De er som regel høvlede, og der skal ikke forventes meget spild.
Reglar kan placeres både lodret og vandret i vægkonstruktioner og fungerer som lastbærende og stabiliserende element i vægskiver, desuden udgør reglar ofte underlag for plankegulve og i denne anvendelse synonyme med strøer.
Det er oplagt at forveksle reglar og rigel, da ordet rigel historisk har været anvendt som synonym for løsholt, der er det vandret liggende stykke træ der forbinder to stolper i et bindingsværk. De to ting har dog ikke noget med hinanden at gøre. Ordet "reglar" stammer fra svensk, men er optaget på dansk som en terminus technicus indenfor byggeri. Reglar i større dimensioner kaldes også spærtræ.
De gængse dimensioner for reglar er følgende:
- Nominelle mål : 47x50 mm, 47x75 mm, 47x100 mm, 47x125 mm, 47x150 mm, 47x200 mm
- Høvlede mål : 45x45 mm, 45x70 mm, 45x95 mm, 45x120 mm, 45x145 mm, 45x195 mm